# Kungariket Irland
Kungariket Irland (iriska: Ríocht Éireann; engelska: Kingdom of Ireland) avser landet Irland under perioden mellan kungörelsen Henrik VIII som kung av Irland genom Crown of Ireland Act 1542 och Unionsakterna år 1800. 
Riket ersatte Herradömet Irland, som hade skapats 1171. Kung Henrik VIII erkändes som Irlands monark av vissa protestantiska makter i Europa, men inte av de romersk-katolska monarkierna i Europa. Hans dotter Maria I erkändes dock som drottning av Irland av påven år 1555. Det separata Kungariket Irland upphörde att existera när Irland gick med Kungariket Storbritannien för att bilda Förenade kungariket Storbritannien och Irland 1801.